# Servicio de plata Kelch neogótico

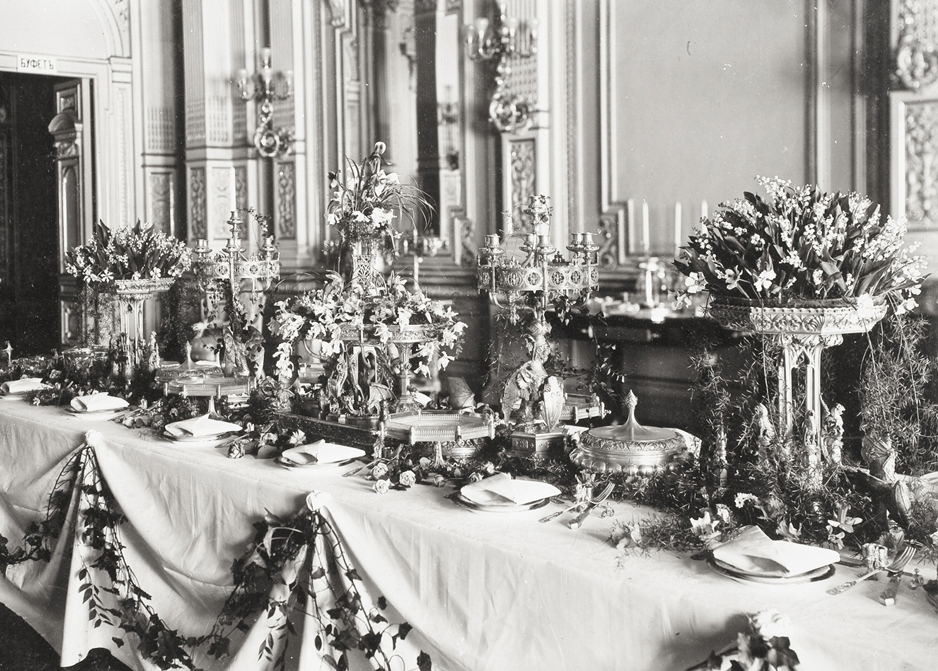
Vista de la vajilla Kelch. Exposición Fabergé en San Petersburgo. Foto de 1902.

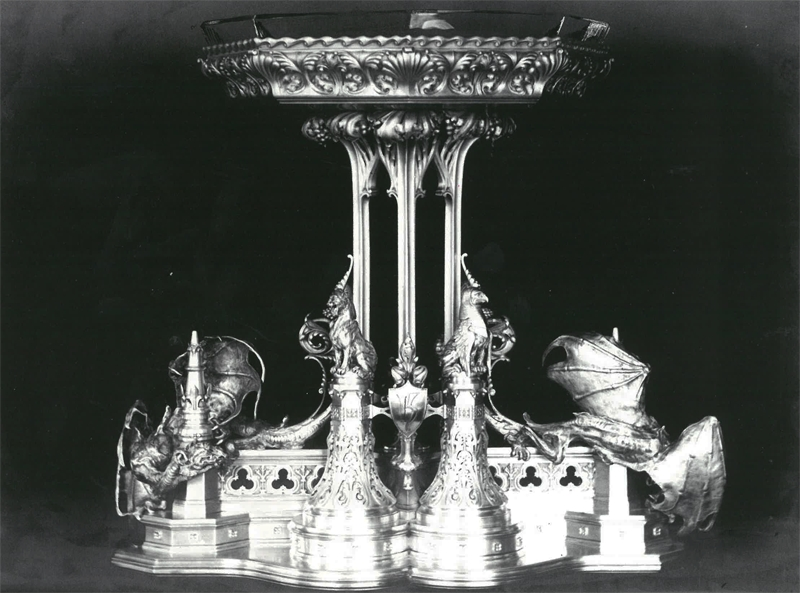
Parte de la cubertería Kelch. Un epergne alto. Foto de 1900.

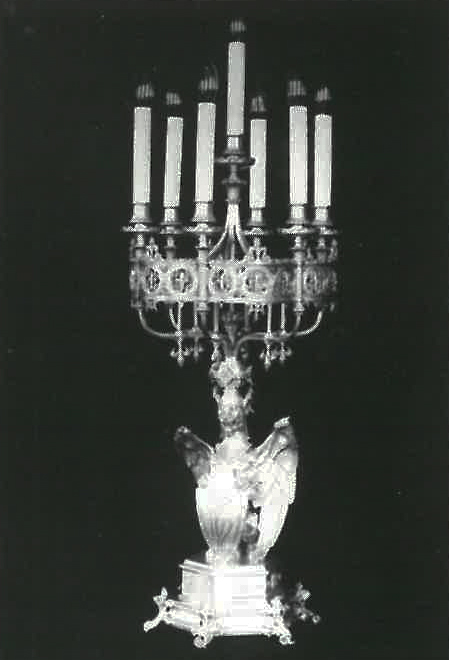
Parte de la vajilla Kelch. Candelabro. Foto de 1900.

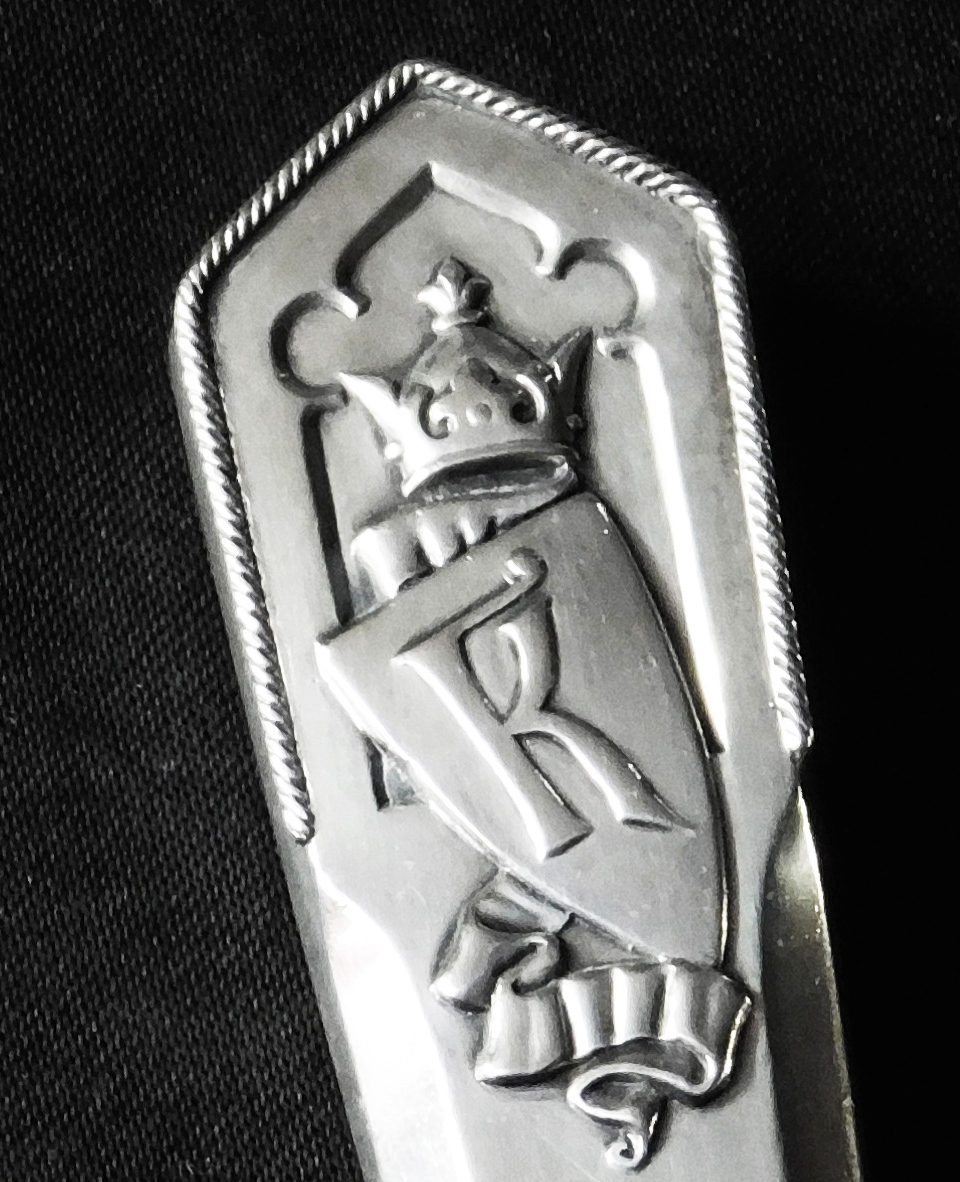
Cubiertos Kelch, detalle. Escudo coronado con un monograma en forma de letra 'K'.

El servicio de plata Kelch neogótico creado en 1900, fue uno de los mejores servicios de mesa de plata hechos por Peter Carl Fabergé. La vajilla fue encargada por Alexander y Barbara Kelch. Peter Carl Fabergé la consideró la obra maestra en plata más importante realizada en su taller; también fue el encargo más caro.
Se suponía que las piezas del magnífico servicio de vajilla y cubertería Kelch se fundieron alrededor de 1918, después de la Revolución de Octubre. Durante los siguientes cien años, los expertos de Fabergé afirmaron que la vajilla estaba completamente destruida, pero en 2017, parecía que algunos artículos del servicio habían sobrevivido, después de haber sido descubiertos en Polonia.

## Historia
La idea de diseñar el servicio en estilo neogótico se concibió en 1898 junto con la reconstrucción de la mansión Kelch en San Petersburgo. El servicio estaba destinado a complementar el esquema neogótico de Barbara Kelch para el nuevo comedor.
La vajilla fue diseñada en 1900 por el distinguido arquitecto ruso Fiódor Shekhtel, quien cooperó con Fabergé. La vajilla se fabricó en 1900 en la sucursal de Moscú de la empresa de Fabergé. Alexander Kelch pagó la asombrosa suma de 125.000 rublos por la vajilla, lo que la convierte en la obra de Fabergé más cara que jamás se haya hecho.
Partes de la vajilla Kelch se presentaron en la exposición benéfica de obras de Fabergé organizada en 1902 en San Petersburgo en la mansión del barón Paul von Dervies. Esta fue la única exposición de obras de Fabergé organizada en el período de su actividad. La exposición presentó obras de Fabergé pertenecientes a las emperatrices Maria Fiódorovna y Alejandra Fiódorovna y miembros de la familia de la Casa Romanov y representantes de la aristocracia. El servicio de plata Kelch fue la única obra mostrada en esta exposición que no pertenecía a aristócratas, sino a una familia de ricos industriales.
Hasta 1905, la vajilla de plata Kelch estuvo en uso en la mansión de los Kelch en San Petersburgo. En ese año, como resultado de la separación de Alexander y Barbara, la vajilla fue transportada al palacio de los Bazanov en Moscú. Después de la Revolución de Octubre de 1918, el servicio de plata Kelch fue confiscado y fundido. Durante cien años, hasta 2017 se consideró completamente destruido, ya que ninguna parte del servicio se encontraba en ninguna colección de Fabergé. En enero de 2017, algunas piezas de cubertería que parecían provenir del servicio neogótico Kelch aparecieron en el mercado del arte en Polonia.

## Descripción
La vajilla para Alexander y Barbara Kelch fue realizada en estilo neogótico. El estilo del servicio de plata se inspiraba en el estilo y la decoración del comedor de la mansión Kelch en San Petersburgo. La decoración y ornamentos utilizados por Fabergé provienen del estilo gótico inglés y alemán.
Los motivos de la vajilla presentan elementos de la arquitectura gótica estilizada, adornos vegetales, dragones, grifos, lagartos, serpientes y otras criaturas góticas, lirio heráldico, y escudo apuntado coronado por una corona con un monograma en forma de la letra 'K'.
La vajilla estaba compuesta por muchos elementos, entre ellos: un surtout de table, dos candelabros de siete velas, dos soperas altas, varias soperas con tapa, varias fuentes, cuencos, salseras, bandejas, cabarets, cubiertos, platos, saleros y otros.
Los dragones medievales eran el motivo principal que decoraba la vajilla, por lo que la vajilla de los Kelch a veces se denomina "vajilla de dragón Fabergé". El escudo coronado con un monograma en forma de letra 'K' es también un motivo destacado que decora los objetos pertenecientes a la vajilla de los Kelch. Las piezas fueron marcadas con el sello Fabergé y el sello del joyero de la corte.